# زرداختر لمیده
زرداختر لمیده (نام علمی: Hypoxis decumbens) نام یک گونه از سرده زرداختر است.